# Twintelle
Twintelle (ツインテーラ?, Tsuintēra) è un personaggio immaginario ideato da Kosuke Yabuki e una delle protagoniste di Arms. È un'attrice francese che lavora per la "Twintelle Productions".
Nei doppiaggi originali è interpretata da Adeyto. Il personaggio è stato accolto positivamente dalla critica e dal pubblico, diventando uno dei personaggi più popolari del videogioco insieme a Min Min.

## Concezione e sviluppo
Il produttore del videogioco picchiaduro Arms, Kosuke Yabuki, spese molto più tempo sulla progettazione del personaggio di Twintelle rispetto a qualsiasi altro personaggio, facendola risaltare rispetto a personaggi con design più diretti come Ninjara. L'idea iniziale fu quella di un personaggio che combattesse con i capelli, invece che le braccia. Il team di sviluppatori volle rappresentare diversi paesi e culture in Arms, per questo contattò durante la produzione le filiali di Nintendo degli Stati Uniti e dell'Europa per idee su personaggi. Yabuki progettò Twintelle robusta e atletica. Il personaggio diventò uno dei suoi preferiti del gioco, sostenendo che personaggi come Twintelle fossero rari in videogiochi Nintendo e fu felice del risultato finale. Il produttore si stupì della popolarità del personaggio.
Twintelle venne rivelata durante il Nintendo Direct del 16 maggio 2017. Nel videogioco viene doppiata da Adeyto.

## Descrizione del personaggio
Twintelle è una donna francese di colore con due lunghe code di cavallo di colore argento e rosa. Al contrario degli altri personaggi del videogioco, Twintelle usa i suoi capelli per combattere. È un'attrice di successo, venendo spesso descritta come una femme fatale. Possiede il "Festival del cinema", uno degli scenari disponibili in Arms.

## Altri media
Al di fuori del franchise di origine, Twintelle è apparsa in Super Smash Bros. Ultimate come Spirito collezionabile.

## Accoglienza

### Popolarità
Twintelle è stata accolta positivamente dal pubblico. È considerata, insieme a Min Min e Ninjara, uno dei personaggi più popolari del videogioco. In un sondaggio tenuto da Nintendo Life nel 2017, prima della pubblicazione del gioco, Twintelle è arrivata 1ª. La popolarità del personaggio ha portato Nintendo ad aggiungerla alla demo. Secondo Nintendo, Twintelle è stata tra i personaggi di Arms più utilizzati, arrivando 1ª per vittorie online. I fan del personaggio rimasero delusi quando Min Min è stata aggiunta a Super Smash Bros. Ultimate invece che lei.

### Critica
Twintelle è stata accolta abbastanza positivamente dalla critica. Matt Kim di USGamer l'ha definita la "stella di Arms" e ha sostenuto di essersi perdutamente "innamorato" di lei. Secondo Allegra Frank di Kotaku e Gita Jackson di Polygon, la popolarità del personaggio è dovuta dai suoi capelli, il suo outfit, fascino e la personalità, definita "calma e contenuta". Xavier Harding di Mic ha sostenuto che il quantitativo di fan art di Twintelle in così poco tempo aveva già suggerito che sarebbe diventata uno dei personaggi più popolari di Nintendo. diversi critici hanno suggerito lei come personaggio giocabile di Arms per il cross-over Super Smash Bros. Ultimate.
L'accoglienza per la sua rappresentazione come donna e come persona di colore invece è stata mista. A Tanya DePass di Mic non è piaciuto il design di Twintelle, descrivendola criticamente come "un personaggio femminile nero con capelli come armi". DePass ha paragonato l'idea dei "capelli come armi" alla discriminazione verso la capigliatura delle persona di colore, suggerendo che i capelli di Twintelle erano solo una parte di un problema più grande che hanno i videogiochi su quel tema. Shonte Daniels di Paste Magazine ha risposto all'articolo, affermando che la tesi di DePass avesse senso, ma ha detto che Twintelle la "faceva sentire potente". Daniels ha sostenuto che il personaggio non combatteva contro la sua stessa capigliatura, ma "con essa", smontando l'idea di "capelli come armi". Ha paragonato Twintelle e la sua capigliatura a Serena Williams, e di come lei odiava il suo corpo muscoloso, ma col tempo ha compreso come potesse aiutarla a realizzare i suoi sogni. Daniels ha successivamente inserito Twintelle come uno dei migliori personaggi dei videogiochi del 2017.
Alisha Karabinus della Grand Valley State University ha riconosciuto le possibile problematiche del personaggio di Twintelle, ma ha sostenuto che non fossero problemi insormontabili e ha detto che la questione chiave è una mancanza di rappresentazione di personaggi femminili di colore nei videogiochi. Janet Garcia di Nerd Much? ha definito Twintelle come uno dei personaggi più unici della generazione di Nintendo Switch, elogiando il suo design "sensuale e potente". Garcia si è concentrata molto sul sex appeal di Twintelle, dicendo che funziona in Arms dal momento che gli altri personaggi femminili non sono sessualizzati. Ha affermato che la storia del personaggio aiuta a giustificare il suo aspetto e la fa sembrare "tosta". Tuttavia, ha riconosciuto come il suo design da femme fatale sia troppo comune nei personaggi femminili di colore.